# Sc Heerenveen (vrouwenvoetbal)

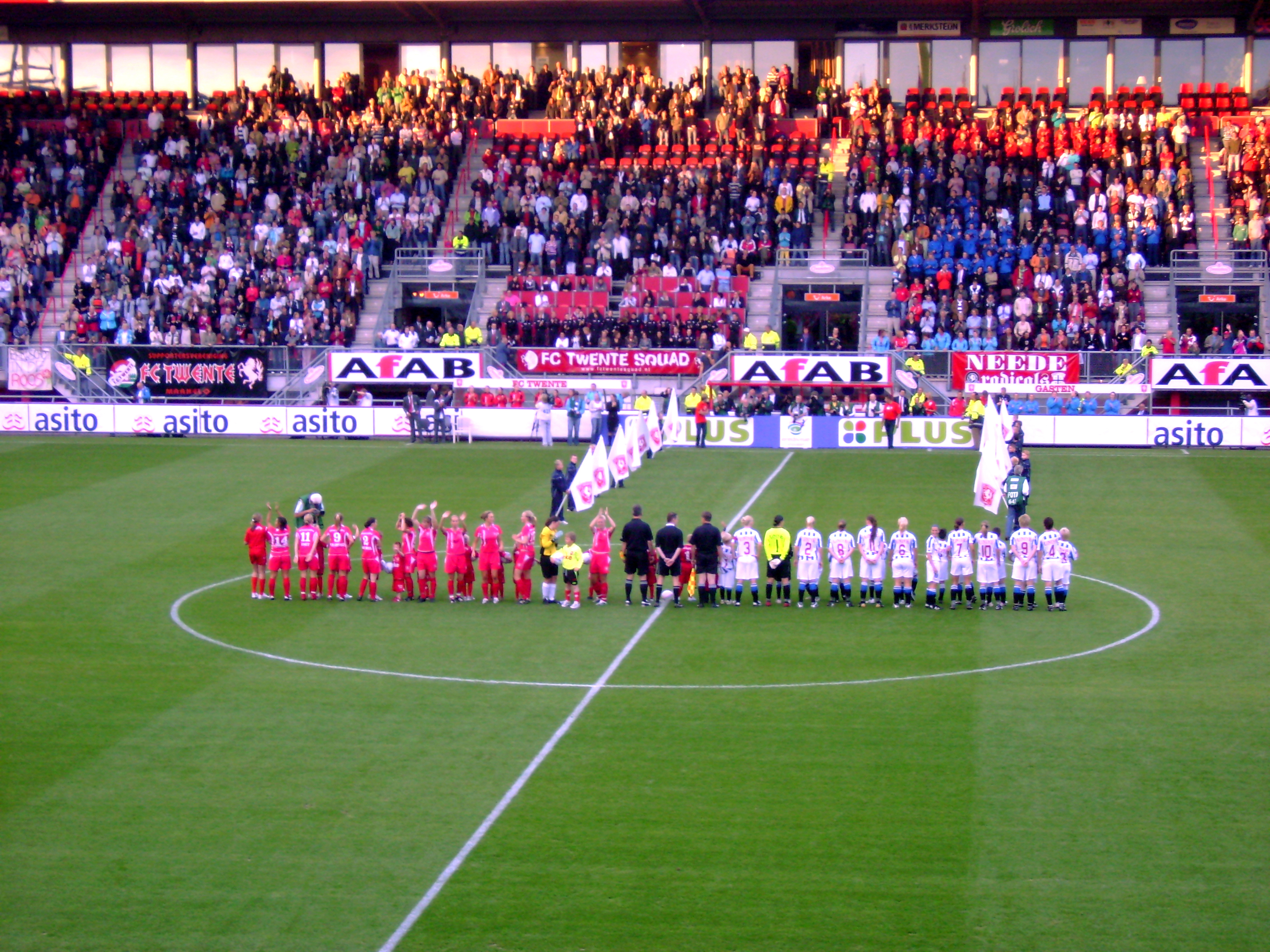
Openingswedstrijd 2007 tegen FC Twente

sc Heerenveen Vrouwen is een voetbalclub uit Heerenveen waarvan het eerste vrouwenelftal speelt in de Vrouwen Eredivisie.
Toen in 2007 door de KNVB werd besloten dat er een Eredivisie voor vrouwen zou komen, besloot sc Heerenveen hier ook met een team aan deel te nemen. Daarmee werd Heerenveen een van de zes clubs die in het eerste seizoen van de eredivisie uitkwamen. Het vrouwenelftal van sc Heerenveen speelt haar thuiswedstrijden op het Sportpark Skoatterwâld.
In april van 2011 maakte de club bekend dat het aan het eind van het seizoen stopt met de vrouwentak, maar uiteindelijk kwam men op dat besluit terug. Een jaar later werd alsnog de stekker uit het elftal getrokken door de club. Het is de bedoeling dat het elftal vanuit een stichting, zoals FC Utrecht dat ook doet, verdergaat.
Na seizoen 2011/12 gaat de club verder in een nieuwe stichting.
In april 2019 wordt bekend dat de stichting, ondanks de relatieve successen, om financiële redenen stopt met vrouwenvoetbal. Enkele dagen daarna is er een plan dat het team voor de Eredivisie behoud, als er een nieuwe stichting wordt gevormd. Onder leiding van een nieuw interim-bestuur en met hulp van diverse andere betrokkenen is er hard gewerkt om uiteindelijk toch als sc Heerenveen Vrouwen aan de start van seizoen 2019-2020 te verschijnen.

## Seizoenen
Seizoen 2007/08
De eerste wedstrijd werd op woensdag 29 augustus gespeeld, dit was openingswedstrijd tegen FC Twente in het Arke Stadion. Dit was ook de eerste wedstrijd in de vrouwen eredivisie. De wedstrijd werd door Heerenveen met 2-3 gewonnen.
De dubbele competitie werd na 20 wedstrijden als laatste (er werden twee wedstrijden gewonnen, vijf gelijk gespeeld en dertien verloren) beëindigd.
Seizoen 2008/09
Aan het tweede seizoen van de eredivisie namen zeven clubs deel. Nieuwkomer was Roda JC. Sc Heerenveen eindigde dit seizoen na 24 wedstrijden wederom op de zesde plaats (er werden zes wedstrijden gewonnen, drie gelijk gespeeld en vijftien verloren), nieuwkomer Roda JC werd zevende.
De van FC Twente overgekomen speelster Sylvia Smit werd topscorer in de competitie met veertien doelpunten.
Seizoen 2009/10
Het derde seizoen van de eredivisie, na het afhaken van Roda JC weer met zes teams, werd wederom op de zesde plaats beëindigd. Er werd vier keer gewonnen, zes keer gelijk gespeeld en tien keer verloren.
Sylvia Smit werd wederom topscorer in de competitie, dit seizoen deelde ze deze plaats met Chantal de Ridder van AZ. Beide vrouwen scoorden elf keer.
Seizoen 2010/11
Het vierde seizoen van de eredivisie, nu met FC Zwolle en FC VVV als nieuwe deelnemers komt de competitie op 8 teams. Heerenveen eindigt dit seizoen op de hoogste positie sinds de invoering van de Eredivisie dames, namelijk de vierde plaats. Negen overwinningen, 5 gelijke spelen en 7 verliespartijen leveren 34 punten op. Clubtopscorer wordt Sylvia Smit met 9 doelpunten gevolgd door Shanice van de Sanden met 8 doelpunten.
Seizoen 2011/12
Het vijfde seizoen van de eredivisie, wordt gespeeld met 7 ploegen. Willem II is afgehaakt, zo ook AZ. De speelsters van AZ verkassen massaal naar SC Telstar VVNH, de nieuwe loot aan de stam van de Eredivisie vrouwen. Heerenveen eindigt dit seizoen op de 7e plaats met 4 overwinningen, 3 gelijke spelen en 11 nederlagen. Vivianne Miedema wordt clubtopscorer met 10 doelpunten.
Seizoen 2012/13
Het eerste seizoen van de BeNeLeague, wordt gespeeld met twee aparte competities voor de winterstop. Een Belgische competitie (BeNeLeague Red) en een Nederlandse competitie (BeNeLeague Orange), beide met 8 ploegen. In Nederland haken voor het eerst Ajax en PSV/Eindhoven aan in de vrouwencompetitie. Heerenveen eindigt als laatste in deze najaarscompetitie en speelt in de voorjaarsreeks in de BeNeLeague B tezamen met de laatste vier ploegen uit zowel de BeNeLeague Red als de BeNeLeague Orange.

## Satellietclub
De teams die meedoen in de eredivisie moeten een satellietclub hebben. Hieruit komen speelsters die zowel in de eredivisie spelen als bij hun eigen team (meestal in de hoofdklasse). Dit is opgezet om een massale leegstroom uit de Hoofdklasse voor vrouwen te voorkomen.
De satellietclub van sc Heerenveen was Oranje Nassau uit Groningen, hier kwamen dan ook de meeste speelsters vandaan. Oranje Nassau zag echter in het seizoen 2010/2011 niets meer in de samenwerking en besloot deze stop te zetten. Hierop ging Heerenveen een nieuwe samenwerking aan. Onder de naam VV Heerenveen start de club nu met een elftal in de eerste klasse.

## Selectie en technische staf

### Selectie 2020/21
| Nat.               | Naam                      | Competitie  | Competitie  | Seizoen bij sc Heerenveen | Vorige club |             |             |             |             |             |             |             |             |             |             |
| Nat.               | Naam                      | W           |             | Seizoen bij sc Heerenveen | Vorige club |             |             |             |             |             |             |             |             |             |             |
| Doelvrouwen        | Doelvrouwen               | Doelvrouwen | Doelvrouwen | Doelvrouwen               | Doelvrouwen | Doelvrouwen | Doelvrouwen | Doelvrouwen | Doelvrouwen | Doelvrouwen | Doelvrouwen | Doelvrouwen | Doelvrouwen | Doelvrouwen | Doelvrouwen |
| ------------------ | ------------------------- | ----------- | ----------- | ------------------------- | ----------- | ----------- | ----------- | ----------- | ----------- | ----------- | ----------- | ----------- | ----------- | ----------- | ----------- |
| Vlag van Nederland | Charetha Okken            | -           | -           | -                         | Onbekend    |             |             |             |             |             |             |             |             |             |             |
| Vlag van Nederland | Tess van der Flier        | -           | -           | -                         | Onbekend    |             |             |             |             |             |             |             |             |             |             |
| Vlag van Nederland | Dionne van der Wal        | -           | -           | -                         | Onbekend    |             |             |             |             |             |             |             |             |             |             |
| Verdedigsters      |                           |             |             |                           |             |             |             |             |             |             |             |             |             |             |             |
| Vlag van Nederland | Danique van Ginkel        | -           | -           | -                         | Onbekend    |             |             |             |             |             |             |             |             |             |             |
| Vlag van Nederland | Jasmijn Duppen            | -           | -           | -                         | Onbekend    |             |             |             |             |             |             |             |             |             |             |
| Vlag van Nederland | Roos van der Veen         | -           | -           | -                         | Onbekend    |             |             |             |             |             |             |             |             |             |             |
| Vlag van Nederland | Wiëlle Douma              | -           | -           | -                         | Onbekend    |             |             |             |             |             |             |             |             |             |             |
| Vlag van Nederland | Jamie Altelaar            | -           | -           | -                         | Onbekend    |             |             |             |             |             |             |             |             |             |             |
| Middenveldsters    |                           |             |             |                           |             |             |             |             |             |             |             |             |             |             |             |
| Vlag van Nederland | Kirsten van de Westeringh | -           | -           | -                         | Onbekend    |             |             |             |             |             |             |             |             |             |             |
| Vlag van Nederland | Elze Huls                 | -           | -           | -                         | Onbekend    |             |             |             |             |             |             |             |             |             |             |
| Vlag van Nederland | Dana Philippo             | -           | -           | -                         | Onbekend    |             |             |             |             |             |             |             |             |             |             |
| Vlag van Nederland | Eef Kerkhof               | -           | -           | -                         | Onbekend    |             |             |             |             |             |             |             |             |             |             |
| Vlag van Nederland | Jet van der Veen          | -           | -           | -                         | Onbekend    |             |             |             |             |             |             |             |             |             |             |
| Vlag van Slowakije | Karin Pelikánová          | -           | -           | -                         | Onbekend    |             |             |             |             |             |             |             |             |             |             |
| Aanvalsters        |                           |             |             |                           |             |             |             |             |             |             |             |             |             |             |             |
| Vlag van Portugal  | Francisca Cardoso         | -           | -           | -                         | Onbekend    |             |             |             |             |             |             |             |             |             |             |
| Vlag van Nederland | Zoï van de Ven            | -           | -           | -                         | Onbekend    |             |             |             |             |             |             |             |             |             |             |
| Vlag van Nederland | Tiny Hoekstra             | -           | -           | -                         | Onbekend    |             |             |             |             |             |             |             |             |             |             |
| Vlag van Nederland | Alieke Tuin               | -           | -           | -                         | Onbekend    |             |             |             |             |             |             |             |             |             |             |
| Nat.               | Naam                      | W           |             | Seizoen bij sc Heerenveen | Vorige club |             |             |             |             |             |             |             |             |             |             |
| Nat.               | Naam                      | Competitie  |             | Seizoen bij sc Heerenveen | Vorige club |             |             |             |             |             |             |             |             |             |             |

## Overzichtslijsten

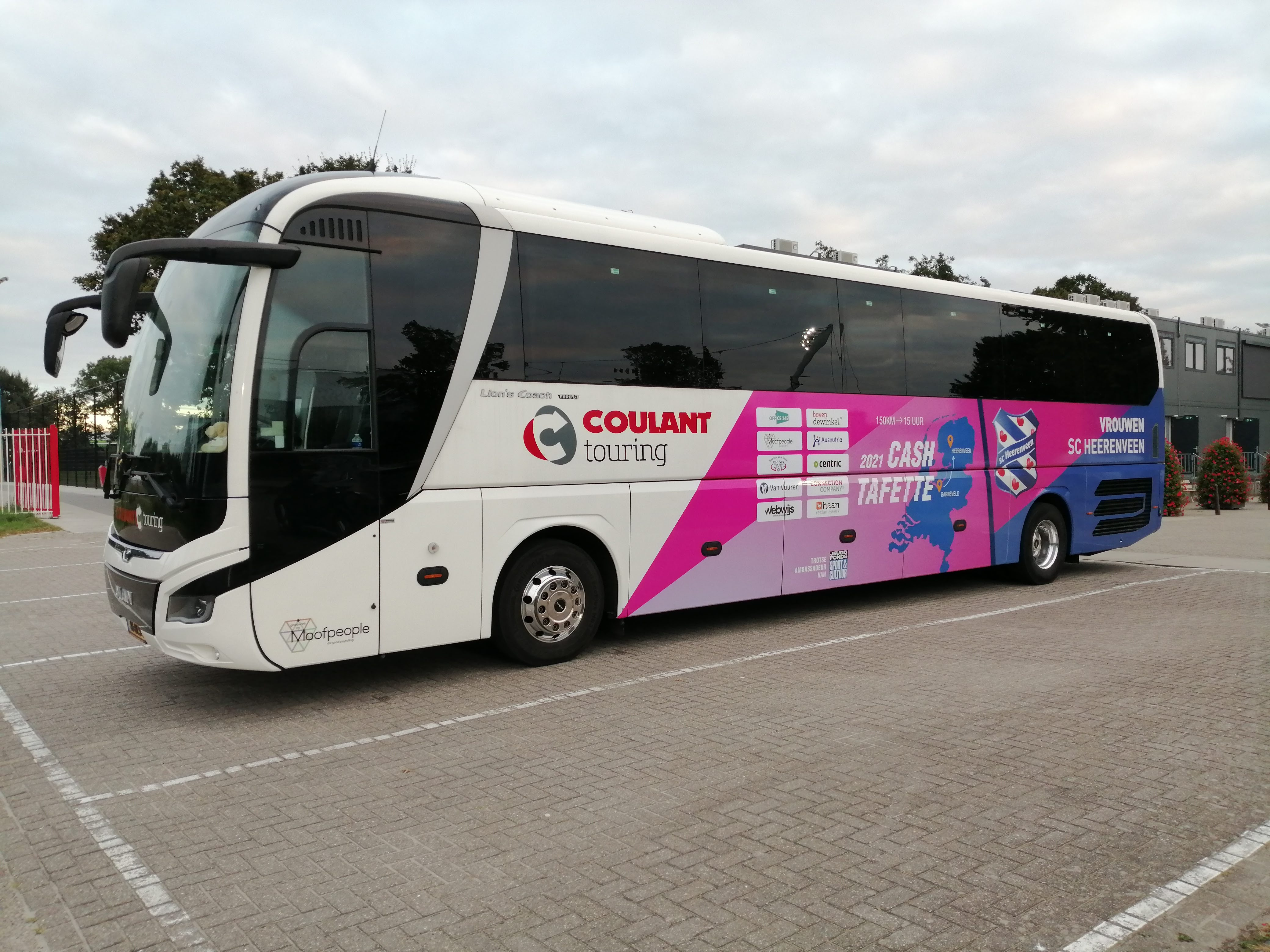
bus van de sc Heerenveen Vrouwen

### Competitie
- 2008 6e
Eredivisie
- 2009 6e
Eredivisie
- 2010 6e
Eredivisie
- 2011 4e
Eredivisie
- 2012 7e
Eredivisie
- 2013 11e
Women's BeNe League
- 2014 4e
Women's BeNe League
- 2015 10e
Women's BeNe League
- 2016 6e
Eredivisie
- 2017 6e
Eredivisie
- 2018 3e
Eredivisie
- 2019 6e
Eredivisie
- 2020 4e
Eredivisie
- 2021 5e
Eredivisie
- 2022 7e
Eredivisie
- 2023 8e
Eredivisie
- 2024 10e
Eredivisie
- 2025 9e
Eredivisie

In elke staaf van de grafiek staat van boven naar beneden vermeld: 
- Eindnotering

Dit is de positie die de club heeft bereikt in de competitie, zonder eventuele beslissings-, play-off- of nacompetitiewedstrijden die nodig zijn geweest om bijvoorbeeld de kampioen van de competitie te bepalen.
Indien een * achter het getal staat is de notering een tussenstand en kan het zijn dat de notering niet overeenkomt met de uiteindelijke eindstand van de competitie.
Staat er een - dan is het seizoen nog bezig en is er geen definitieve uitslag bekend.
Staat er xx op de positie van de notering, dan heeft de club vroegtijdig de competitie verlaten. Dit kan onder andere komen door terugtrekking van het team, faillissement van de club of door een uitgedeelde straf van de KNVB. In veel gevallen staat elders in het artikel de reden vermeld.
Staat er een ? dan is het resultaat uit het verleden onbekend, en is alleen de competitie of het niveau bekend van dat seizoen.
In de seizoenen 2019/20 en 2020/21 werd wegens de coronacrisis het amateurvoetbal afgebroken. Daardoor kennen deze staven geen eindklassering (middels -- weergegeven).
- Competitieniveau en afdelingsletter of Officiële eindstand Eredivisie
  - Competitieniveau en afdelingsletter

Hierbij geeft het getal het niveau weer, dat ook terug te vinden is in de legenda. De letter is de afdelingsaanduiding en wordt gebruikt wanneer er meer afdelingen zijn op hetzelfde niveau. De afdelingsletter is altijd een hoofdletter en wordt meestal zonder nummer gebruikt.
Voorbeeld: 2F is niveau 2e klasse competitie F.
Het competitieniveau en nummer wordt niet vermeld wanneer er slechts één competitie van dit niveau was.
  - Officiële eindstand Eredivisie (getal staat tussen haakjes vermeld)

Sinds de introductie van play-offwedstrijden voor Europees voetbal na afloop van de reguliere competitie in 2005/06, is de KNVB verplicht een eindstand van de Eredivisie door te geven aan de UEFA aan de hand van deze play-offwedstrijden.
Bij deze eindstand staan clubs die zich hebben gekwalificeerd voor Europees voetbal hoger dan clubs die zich niet wisten te kwalificeren. Indien er geen verschil was tussen de eindnotering en de officiële eindstand, staat dit getal niet vermeld.

- Onderafdeling

Hier staat afgekort de naam van de onderafdeling indien de club in dat jaar in een onderafdeling uitkwam. Tevens staat deze afkorting in de legenda en wordt gelinkt naar het artikel over deze onderafdeling. Deze afkorting wordt alleen vermeld wanneer de club in het verleden in verschillende onderafdelingen heeft gespeeld. Deze vermelding is in de staaf altijd in kleine letters. Deze onderafdelingen zijn na het seizoen 1995/96 afgeschaft. Heeft de club in slechts één onderafdeling gespeeld, dan is dit alleen terug te vinden in de legenda.
Onder de staaf staat het jaartal vermeld waarin het seizoen is afgesloten. 15 verwijst naar het seizoen 2014/15 of eventueel het seizoen 1914/15.
Wanneer een staaf leeg is, zijn deze gegevens niet bekend. Het kan ook zijn dat de club dat seizoen niet heeft meegespeeld op het hogere amateurniveau, vroegtijdig de competitie heeft verlaten of uit de competitie is gezet.

In het seizoen 1944/45 was er wegens de Tweede Wereldoorlog geen regulier competitievoetbal.
- Eredivisie
- Women's BeNe League

### Seizoensoverzichten
| Resultaten van sc Heerenveen sinds de toetreding in het vrouwenvoetbal in 2007 | Resultaten van sc Heerenveen sinds de toetreding in het vrouwenvoetbal in 2007 | Resultaten van sc Heerenveen sinds de toetreding in het vrouwenvoetbal in 2007 | Resultaten van sc Heerenveen sinds de toetreding in het vrouwenvoetbal in 2007 | Resultaten van sc Heerenveen sinds de toetreding in het vrouwenvoetbal in 2007 | Resultaten van sc Heerenveen sinds de toetreding in het vrouwenvoetbal in 2007 | Resultaten van sc Heerenveen sinds de toetreding in het vrouwenvoetbal in 2007 | Resultaten van sc Heerenveen sinds de toetreding in het vrouwenvoetbal in 2007 | Resultaten van sc Heerenveen sinds de toetreding in het vrouwenvoetbal in 2007 | Resultaten van sc Heerenveen sinds de toetreding in het vrouwenvoetbal in 2007 | Resultaten van sc Heerenveen sinds de toetreding in het vrouwenvoetbal in 2007 | Resultaten van sc Heerenveen sinds de toetreding in het vrouwenvoetbal in 2007 | Resultaten van sc Heerenveen sinds de toetreding in het vrouwenvoetbal in 2007 | Resultaten van sc Heerenveen sinds de toetreding in het vrouwenvoetbal in 2007                                                                                          |
| Seizoen                                                                        | Competitie                                                                     | Competitie                                                                     | Competitie                                                                     | Competitie                                                                     | Competitie                                                                     | Competitie                                                                     | Competitie                                                                     | Competitie                                                                     | Competitie                                                                     | Kwalificatie                                                                   | KNVB Beker                                                                     | Eredivisie Cup                                                                 | Bijzonderheid |
| Seizoen                                                                        | Divisie                                                                        | GW                                                                             | W                                                                              | G                                                                              | V                                                                              | PNT                                                                            | DV                                                                             | DT                                                                             | POS                                                                            | Kwalificatie                                                                   | KNVB Beker                                                                     | Eredivisie Cup                                                                 | Bijzonderheid |
| ------------------------------------------------------------------------------ | ------------------------------------------------------------------------------ | ------------------------------------------------------------------------------ | ------------------------------------------------------------------------------ | ------------------------------------------------------------------------------ | ------------------------------------------------------------------------------ | ------------------------------------------------------------------------------ | ------------------------------------------------------------------------------ | ------------------------------------------------------------------------------ | ------------------------------------------------------------------------------ | ------------------------------------------------------------------------------ | ------------------------------------------------------------------------------ | ------------------------------------------------------------------------------ | --- |
| 2007/08                                                                        | Eredivisie                                                                     | 20                                                                             | 2                                                                              | 5                                                                              | 13                                                                             | 13                                                                             | 12                                                                             | 40                                                                             | 6e                                                                             | –                                                                              | Kwartfinale                                                                    | Niet gespeeld                                                                  | Eerste seizoen van sc Heerenveen |
| 2008/09                                                                        | Eredivisie                                                                     | 24                                                                             | 6                                                                              | 3                                                                              | 14                                                                             | 21                                                                             | 28                                                                             | 43                                                                             | 6e                                                                             | –                                                                              | Teruggetrokken                                                                 | Niet gespeeld                                                                  | – |
| 2009/10                                                                        | Eredivisie                                                                     | 20                                                                             | 4                                                                              | 6                                                                              | 10                                                                             | 18                                                                             | 19                                                                             | 30                                                                             | 6e                                                                             | –                                                                              | Kwartfinale                                                                    | Niet gespeeld                                                                  | – |
| 2010/11                                                                        | Eredivisie                                                                     | 21                                                                             | 9                                                                              | 7                                                                              | 5                                                                              | 34                                                                             | 33                                                                             | 30                                                                             | 4e                                                                             | –                                                                              | Finalist                                                                       | Niet gespeeld                                                                  | – |
| 2011/12                                                                        | Eredivisie                                                                     | 18                                                                             | 4                                                                              | 3                                                                              | 11                                                                             | 15                                                                             | 25                                                                             | 38                                                                             | 7e                                                                             | –                                                                              | Kwartfinale                                                                    | Niet gespeeld                                                                  | – |
| 2012/13                                                                        | BeNe League Orange                                                             | 14                                                                             | 0                                                                              | 5                                                                              | 9                                                                              | 5                                                                              | 13                                                                             | 29                                                                             | 8e                                                                             | Women's BeNe League B                                                          | Halve finale                                                                   | Niet gespeeld                                                                  | Halve competitie |
| 2012/13                                                                        | Women's BeNe League B                                                          | 14                                                                             | 9                                                                              | 1                                                                              | 4                                                                              | 28                                                                             | 42                                                                             | 21                                                                             | 3e                                                                             | –                                                                              | Halve finale                                                                   | Niet gespeeld                                                                  | – |
| 2013/14                                                                        | Women's BeNe League                                                            | 26                                                                             | 15                                                                             | 2                                                                              | 9                                                                              | 47                                                                             | 73                                                                             | 47                                                                             | 4e                                                                             | –                                                                              | Kwartfinale                                                                    | Niet gespeeld                                                                  | – |
| 2014/15                                                                        | Women's BeNe League                                                            | 24                                                                             | 7                                                                              | 2                                                                              | 15                                                                             | 23                                                                             | 26                                                                             | 44                                                                             | 10e                                                                            | –                                                                              | Kwartfinale                                                                    | Niet gespeeld                                                                  | – |
| 2015/16                                                                        | Eredivisie                                                                     | 24                                                                             | 4                                                                              | 5                                                                              | 15                                                                             | 17                                                                             | 21                                                                             | 54                                                                             | 6e                                                                             | –                                                                              | Achtste finale                                                                 | Niet gespeeld                                                                  | – |
| 2016/17                                                                        | Eredivisie                                                                     | 21                                                                             | 5                                                                              | 3                                                                              | 13                                                                             | 18                                                                             | 32                                                                             | 47                                                                             | 6e                                                                             | Plaatseringsgroep                                                              | Halve finale                                                                   | Niet gespeeld                                                                  | – |
| 2016/17                                                                        | Eredivisie (Plaatseringsgroep)                                                 | 6                                                                              | 4                                                                              | 0                                                                              | 2                                                                              | 21                                                                             | 21                                                                             | 13                                                                             | 6e                                                                             | –                                                                              | Halve finale                                                                   | Niet gespeeld                                                                  | – |
| 2017/18                                                                        | Eredivisie                                                                     | 16                                                                             | 7                                                                              | 3                                                                              | 6                                                                              | 24                                                                             | 28                                                                             | 26                                                                             | 4e                                                                             | Kampioensgroep                                                                 | Halve finale                                                                   | Niet gespeeld                                                                  | – |
| 2017/18                                                                        | Eredivisie (Kampioensgroep)                                                    | 8                                                                              | 2                                                                              | 2                                                                              | 4                                                                              | 20                                                                             | 16                                                                             | 19                                                                             | 3e                                                                             | –                                                                              | Halve finale                                                                   | Niet gespeeld                                                                  | – |
| 2018/19                                                                        | Eredivisie                                                                     | 16                                                                             | 5                                                                              | 4                                                                              | 7                                                                              | 19                                                                             | 34                                                                             | 36                                                                             | 7e                                                                             | Plaatseringsgroep                                                              | Kwartfinale                                                                    | Niet gespeeld                                                                  | – |
| 2018/19                                                                        | Eredivisie (Plaatseringsgroep)                                                 | 9                                                                              | 7                                                                              | 2                                                                              | 0                                                                              | 33                                                                             | 40                                                                             | 8                                                                              | 6e                                                                             | –                                                                              | Kwartfinale                                                                    | Niet gespeeld                                                                  | – |
| 2019/20                                                                        | Eredivisie                                                                     | 12                                                                             | 5                                                                              | 3                                                                              | 4                                                                              | 18                                                                             | 18                                                                             | 17                                                                             | 4e                                                                             | –                                                                              | n.v.t.                                                                         | 6e                                                                             | Door de coronacrisis is competitie niet afgemaakt. De tussenstand na 12 speelrondes werd de eindstand Dit hield in dat er geen kampioensgroep of plaatseringsgroep was. |
| 2020/21                                                                        | Vrouwen Eredivisie                                                             | 14                                                                             | 3                                                                              | 3                                                                              | 8                                                                              | 12                                                                             | 21                                                                             | 30                                                                             | 6e                                                                             | Plaatseringsgroep                                                              | Kwartfinale                                                                    | 6e                                                                             | – |
| 2020/21                                                                        | Vrouwen Eredivisie (Plaatseringsgroep)                                         | 6                                                                              | 3                                                                              | 3                                                                              | 0                                                                              | 18                                                                             | 11                                                                             | 8                                                                              | 5e                                                                             | –                                                                              | Kwartfinale                                                                    | 6e                                                                             | – |
| 2021/22                                                                        | Vrouwen Eredivisie                                                             | 24                                                                             | 4                                                                              | 6                                                                              | 14                                                                             | 18                                                                             | 21                                                                             | 46                                                                             | 7e                                                                             | –                                                                              | Kwartfinale                                                                    | Geen deelname                                                                  | – |
| 2022/23                                                                        | Vrouwen Eredivisie                                                             | 20                                                                             | 7                                                                              | 1                                                                              | 12                                                                             | 22                                                                             | 24                                                                             | 56                                                                             | 8e                                                                             |                                                                                | Kwartfinale                                                                    | Geen deelname                                                                  | |
| 2023/24                                                                        | Vrouwen Eredivisie                                                             | 22                                                                             | 5                                                                              | 4                                                                              | 13                                                                             | 19                                                                             | 15                                                                             | 38                                                                             | 10e                                                                            |                                                                                | Kwartfinale                                                                    | Geen deelname                                                                  | |
| 2024/25                                                                        | Vrouwen Eredivisie                                                             | 22                                                                             | 4                                                                              | 3                                                                              | 15                                                                             | 15                                                                             | 24                                                                             | 48                                                                             | 9e                                                                             |                                                                                | Kwartfinale                                                                    | Geen deelname                                                                  | |
| 2025/26                                                                        | Vrouwen Eredivisie                                                             |                                                                                |                                                                                |                                                                                |                                                                                |                                                                                |                                                                                |                                                                                | e                                                                              |                                                                                |                                                                                |                                                                                | |

### Topscorers
- 2007/08:  Sherida Spitse (3)
- 2008/09:  Sylvia Smit (14)
- 2009/10:  Sylvia Smit (11)
- 2010/11:  Sylvia Smit (9)
- 2011/12:  Vivianne Miedema (10)
- 2012/13:  Vivianne Miedema (27)
- 2013/14:  Vivianne Miedema (41)
- 2014/15:  Sisca Folkertsma (6)
- 2015/16:  Marlies Slegter (5)
- 2016/17:  Simone Kets (16)
- 2017/18:  Fenna Kalma (21)
- 2018/19:  Tiny Hoekstra (27)
- 2019/20:  Tiny Hoekstra (4)
- 2020/21:  Nikée van Dijk (7)
- 2021/22:  Chimera Ripa (7)
- 2022/23:  Janneke Ennema (10)
- 2023/24:  Janneke Ennema (5)
- 2024/25:  Evi Maatman (9)
- 2025/26: n.n.b.

## Voetnoten
1 Resink ·
3 Meijer ·
4 Smits ·
5 Teijema ·
6 Schouwstra ·
8 De Haas ·
9 Maatman ·
10 Van Beijeren ·
11 Iedema ·
12 Appelmann ·
13 Van Rheenen ·
14 Van Vilsteren ·
15 Macleane ·
15 Brouwer ·
16 Nassette ·
17 Udink ·
18 Kerkhof ·
20 Stockmar ·
21 Maass ·
22 Thurkow ·
24 Werther ·
25 Speek ·
32 Van der Velde ·
39 Altena ·
Coach: Tarvajärvi
ADO Den Haag · Ajax · AZ · Excelsior · Feyenoord · sc Heerenveen · NAC Breda · PEC Zwolle · PSV · Telstar · FC Twente · FC Utrecht